# بارونتسه
بارونتسه کوهی به ارتفاع ۷۱۲۹ متر واقع در بخش نپالی رشته‌کوه هیمالیا است که در بین اورست و ماکالو قرار دارد و بخشی از پارک ملی و منطقهٔ حفاظت‌شدهٔ ماکالو بارون را تشکیل می‌دهد. قلهٔ متقارن و پوشیده از برف بارونتسه خود از ۴ قله و ۴ یال تشکیل شده‌است. این کوه در شرق به یخسار بارون، در شمال غربی به یخسار ایمجا و در جنوب شرقی به یخسار هونکو محدود می‌شود و سه یال اصلی بارونتسه در میان این یخسارها واقع شده‌اند.

## تاریخچه صعود
نخستین صعود موفقیت‌آمیز به بارونتسه در ۳۰ مهٔ ۱۹۵۴ و توسط کالین تاد و جف هارو از گروه کوهنوردی هیلاری کشور نیوزیلند رقم خورد. آنها از یال جنوب شرقی کوه بالا رفتند و موفق به فتح قلهٔ آن شدند. از آن تاریخ به بعد بسیاری از کوهنوردان این مسیر را برای صعودی موفقیت‌آمیز به بارونتسه انتخاب می‌کنند.